# Carsia thaxteri
Carsia thaxteri är en fjärilsart som beskrevs av Louis W. Swett 1917. Carsia thaxteri ingår i släktet Carsia och familjen mätare. Inga underarter finns listade i Catalogue of Life.